# Станіслав Кітто
Станіслав Кітто (ест. Stanislav Kitto, нар. 30 листопада 1972, Нарва) — колишній естонський футболіст, що грав на позиції захисника.
Насамперед відомий виступами за клуб «Нарва-Транс».

## Ігрова кар'єра
У дорослому футболі дебютував 1992 року виступами за команду клубу «Нарва-Транс», в якій провів сім сезонів, взявши участь у 145 матчах чемпіонату.  Більшість часу, проведеного у складі «Нарва-Транса», був основним гравцем захисту команди.
Згодом з 1996 по 2002 рік грав у складі команд клубів «Зоря», «Рига», «Даугава» (Рига) та ТВМК.
До складу клубу «Нарва-Транс» повернувся 2002 року. Відтоді відіграв за нарвинський клуб ще понад 300 матчів у національному чемпіонаті, завершивши професійні виступи у 41-річному віці в 2014 році.

## Досягнення
- Володар Кубка Латвії:

Рига: 1999
- Володар Супекркубка Естонії:

Транс (Нарва): 2007, 2008